# Les Casse-cou
Les Casse-cou est le septième tome de la série Michel Vaillant.

## Synopsis
Michel Vaillant est contacté par son ami cascadeur Gil Delamare qui lui propose de participer au tournage d'un film à sensation sur les courses automobiles titré Les casse-cou.
Michel accepte cette offre qui va lui donner l'occasion de tester le tout nouveau prototype de la firme Vaillant.
Si les cascades sont contrôlées au millimètre, il n'en va pas de même des intentions malfaisantes d'un individu qui a décidé, dans l'ombre, de discréditer aux yeux du public le coureur automobile.

## Véhicules remarqués

### Voitures
- Simca 1000 (voiture du chauffard)

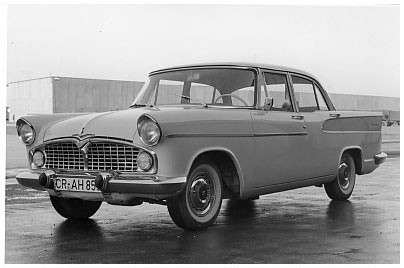
Une Simca Beaulieu semblable à celle utilisée par le cascadeur Gil Delamare dans l'album.

- ENB F1 (pilotée par Mauro Bianchi lors du tournage du film)
- Porsche 804 (utilisée pour le tournage du film)
- Peugeot 403 (cascade de Gil Delamare)
- Simca Beaulieu (cascade de Gil Delamare)
- Renault Estafette (ambulance)
- Porsche 356 B (voiture de l'acteur allemand Wolf, également utilisée par Régis Blancardo)
- Triumph TR4 (voiture de Régis Blancardo)

### Camions
- Berliet GLR (semi-remorque manœuvrant lors de la poursuite)
- Volvo N88 (dépanneuse)

## Lieux visités
- le domaine de la Jonquière, Rue Marbeuf à Paris, les usines Vaillante, Studios de Saint-Maurice, le circuit de Montlhéry, aux alentours de Villers-Cotterêts et Laon, Etouvelles, circuit de Reims
- le Grand Prix de Bruxelles

## Publication

### Revues
Les planches des Casse-cou furent publiées dans le Journal de Tintin entre le 6 février et le 4 septembre 1962 (n° 6/62 à 36/62).

### Album
Le premier album fut publié aux Éditions du Lombard en 1964 (dépôt légal 09/1964).